# Lammasjö
Lammasjö är en sjö i Markaryds kommun i Småland och ingår i Lagans huvudavrinningsområde.